# 마이피누
마이피누(MYPNU)의 공식 명칭은 부산대 학생 커뮤니티 마이피누(MYPNU)이며, 부산대학교 학생과 교직원을 대상으로 하는 커뮤니티이다.
마이피누는 2011년 7월 11일 11학번인 닉네임 빗자루가 만들었으며, 같은 학교 내에서 타 학과, 타 캠퍼스 학생들과의 소통이 부족한 현실과 기존 학교 홈페이지는 다수의견이 형성되면 소수의견을 내기 힘든 점에 문제의식을 느껴 부산대 학생들간의 소통과 정보교류를 원활하게 하고 토론의 장을 만들고자 마이피누를 제작했다.

## 기존 학교 홈페이지와의 차이점
크게 운영주체와 익명성이 학교 홈페이지와 마이피누의 차이점이다.
학교 홈페이지는 운영주체가 부산대학교이지만 마이피누는 운영주체가 부산대학교 재학생이며, 마이피누는 어떠한 부산대학교 조직이나 학생회에 소속되어 있지 않고, 독립적으로 운영되고 있다.
또한 학교 홈페이지는 실명과 소속학과를 기반으로 한 실명제이지만 마이피누는 회원가입 시 이름, 주민등록번호, 학번, 주소 등 개인정보를 기입하지 않는 익명제이다.

마이피누는 익명성을 보장한 덕분에 소수의 의견을 보호할 수 있었고, 그에 따라 치열한 찬반토론장 역할을 하고 있으며, 학내 대안 여론창구로서의 역할을 주목받고 있다.

## 마이피누의 기능
마이피누는 다음과 같은 기능을 제공중이다.

### 게시판 서비스
| 게시판 이름     | 설명                                                                  |
| --------------- | --------------------------------------------------------------------- |
| 자유게시판      | 자유게시판                                                            |
| 동물원          | 하드코어 익명게시판                                                   |
| 식물원          | 고민상담을 중심으로 한 소프트 익명게시판                              |
| 취업상담        | 취업정보 공유 및 질의응답 게시판                                      |
| 이슈정치토론    | 학내외 이슈,정치 등에 대해 토론하는 게시판                            |
| 반짝이          | 캠퍼스에서 마주 친 이상형의 정보를 찾는 게시판                        |
| 사랑학개론      | 사랑에 대한 고민,토론을 하는 게시판                                   |
| 부대앞추천      | 부산대 근처 상점에 대한 정보를 공유하는 게시판                        |
| 자유홍보        | 상업적 성격이 없는 홍보글을 올리는 게시판                             |
| 장터            | 중고물품 거래 게시판                                                  |
| 헌책방          | 중고서적 거래 게시판                                                  |
| 부동산          | 부동산 및 룸메이트 게시판                                             |
| 학생회소식&소통 | 총학생회 및 단과대 학생회의 소식 알림 및 총학생회와의 질의응답 게시판 |
| 부대언론        | 부산대 언론사 기사 모음 게시판                                        |

### 강의후기정보 서비스
강의후기열람 서비스로 현재 약 56,000건의 강의후기가 등록되어 있으며, 강의후기항목에는 수강년도 및 학기, 교재, 수업 및 교수님의 특징, 과제 및 레포트, 출석, 시험과 성적, 기타, 총점 및 총평 항목이 있다.
타인의 강의후기정보를 열람하기 위해서는 자신의 강의후기를 3개 이상 올려야 한다.

### 수강신청서버시계 서비스
부산대 수강신청서버의 시간을 초단위까지 정확하게 알려주는 서비스이다.

### 시간표작성도우미 서비스
시간표를 쉽게 짤 수 있도록 웹상에서 자신이 수강하고자 하는 과목을 선택하면 바로 시간표를 작성해주며, 총 수강학점 계산, 중복시간대 과목선택시 경고, 20명 미만 수강인원 과목 찾기, 특정 학년 과목 찾기, 특정 요일 과목 찾기, ICS 파일로 저장(구글 캘린더) 등을 제공중이다.

### 마이파티 서비스
소모임을 개설하고 소모임에 참여할 수 있는 서비스이다.

### 마이러버 서비스
마이러버는 마이피누에서 진행하는 자동 1:1 매칭 소개팅 서비스이다. 마이러버 등록기간에 본인과 이상형에 대한 항목을 입력 후 등록을 하면 원하는 이상형의 정보와 100% 일치하는 이성을 시스템에서 자동으로 1:1로 매칭을 하고 확인기간에 매칭된 상대끼리 서로의 연락처와 정보를 알게 되는 서비스이다.마이러버는 운영진의 공지에 따라 보통 1~2달에 1번씩 진행하고 있으며 현재 23기까지 진행된 상태이다. 마이러버 1회 진행당 지원자 수는 800 ~ 1,000명이며,평균 매칭률은 약 50% 정도라고 한다.

### 마이쿠폰 서비스
마이쿠폰은 마이피누에서 진행하는 비영리 학생복지사업이다. 참여업체들이 부산대 학생들에게 할인혜택을 주는 조건으로 마이피누는 참여업체들을 무상으로 홍보하는 방식으로 현재 참여업체로는 맥도널드 부산대 2호점, 굿타임렌트카 부산대점·서면점·범일점, 스테이히얼 투데이, 롯데백화점 동래점(52개 점포), 카페베네 부산대점, ABC마트 부산대학로점, 영국 패션쇼핑몰 ASOS, 맘스터치 부산대1·2호점, 안경홀릭이 있다.

## 인지도

### 랭키닷컴
마이피누는 2015년 9월 24일 기준 랭키닷컴의 대학/대학교 커뮤니티 분야 사이트 평가에서 1위(전체순위:3,158위)이다.

마이피누는 페이스북 페이지를 생성하여 운영중이며 좋아요 수는 40,000개를 넘겼다.
이는 현존하는 대학 커뮤니티 페이지 중 가장 많은 페이지 좋아요 수이다.

### 언론에서의 인용
- "여친을 공개채용합니다" 뜨거운 부산대[16]
- 부산대 줄잇는 정치적 논쟁에 '술렁'[17]
- 독한 강의평가로 '대세'를 누르다[18]
- 연애하고 싶은 대학생? 쪽지 2통이면 됩니다[12]
- [시민기자 광장] "짝을 찾아 줍니다"[19]
- "조교-학생 '갑을관계'가 부산대 1억원 횡령 초래"[20]
- 부산대생들 "학교 못 믿겠다, 우리가 순찰 돌자"[21]
- 이석기 후폭풍 맞은 부산대 총학[22]
- 부산대 총학생회 '종북 집단' 비판 낙서[23]
- <현장에서-이정아> 20%만 들어찬 안철수 부산대 강연장 왜?[24]
- 부산대 기숙사 여대생 성폭행 용의자 사진 공개[25]

## 부산 내 최초·최대의 대학교 커뮤니티
마이피누는 대학교 커뮤니티로는 부산 내 최초로 만들어졌으며, 최대 규모의 커뮤니티(일 평균 방문자 25,000명 이상)이다.

## 사건·사고
- 2013년 3월 3일, 마이피누는 시간표작성도우미 업그레이드 시도 중 운영자의 실수로 마이피누 데이터가 3개월 전인 2013년 12월달로 롤백이 되어 최소 수만개의 글과 댓글, 수천명의 신규회원DB가 삭제되는 사고가 있었다.[27]
- 2013년 9월 17일, 현 '늘초아' 사범대 회장(당시 사범대 회장후보)이 2012년 학생회 선거 당시 마이피누에서 '우리피누' 총학생회 선거후보본부를 옹호하고, '우리' 총학생회 선거후보본부를 비방한 것이 밝혀졌다.[28]
- 2015년 12월 31일, 한 사용자가 '마이파티(모임)'에 올린 페미니즘 독서 토론 스터디 모집글에 다수의 사용자가 반감을 가지고 댓글로 비난을 하면서 논란이 일어났다.[29]
- 2018년 9월 30일, 현 '위잉위잉' 총학생회가 마이피누에서 여론 조작을 한 것이 밝혀져 총학생회가 사과했다.[30][31]
- 2018년 10월, 현 인문대 회장이 중운위 위원직을 사퇴하고, 현 '위잉위잉' 총학생회에 대한 각종 폭로를 하고 중운위에 총학생회 징계를 요구했다.[32][33][34][35][36][37][38]
- 2019년 12월, 현 동아리 회장이 노골적으로 차기 동아리 회장 후보중 한 명을 밀어주고, 교칙을 마음대로 해석해 선거결과를 뒤집고 당선시키는사건이 일어났다.

## 같이 보기
- 부산대학교
- 스누라이프
- 고파스